# Replot kyrka
Replot kyrka ligger på Replot i Korsholm, Österbotten. Den används av Replots församling. Kyrkan, som också kallas Gustav Adolfs kyrka, är invigd 1781 och står på den så kallade Skieppskattsbacken.
Kyrkan är byggd som en långkyrka med ett brant tak. Kordelen är tresidig med valmat tak, och intill koret finns en sakristia och en förstuga placerade mitt emot varandra. Kyrkans ritningar gjordes av murarmästaren Johan Elfström från Stockholm, och som byggmästare verkade komminister, magister Wilhelm Granlund. Senare har långhuset fått en märkbar lutning åt söder.
Kyrkans predikstol och altaruppsats är överflyttade från Sankta Maria kyrka i Gamla Vasa. Predikstolen i senrenässansstil flyttades till Replot efter att kyrkan i Gamla Vasa fick en ny predikstol 1778. Altaruppsatsen är i barockstil och märkt med årtalet 1673. Den är anmärkningsvärd för sitt ovanligt högklassiga konsthantverk och måleri. Målningarna föreställer Nattvarden och Jesu dop, och överst finns en liten, rund målning som föreställer Gud Fader. Altaruppsatsen flyttades till Replot 1842 och undkom på så sätt Vasa brand 1852.
Innan kyrkan byggdes fanns ett predikohus, troligen byggt omkring 1740, på samma plats. Klockstapeln är i österbottnisk renässansstil och byggdes omkring 1784.

## Bilder

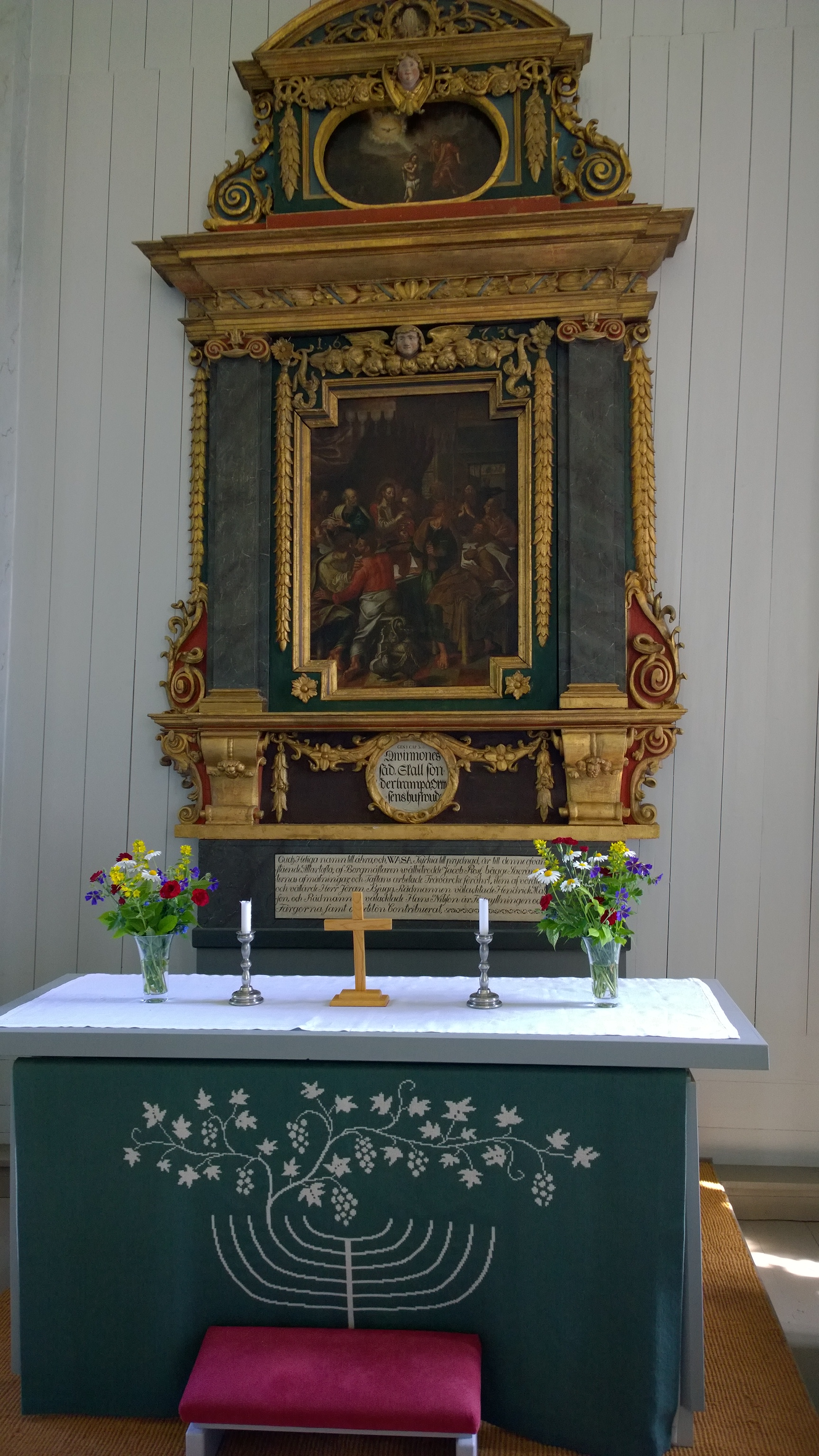
Altaruppsatsen.
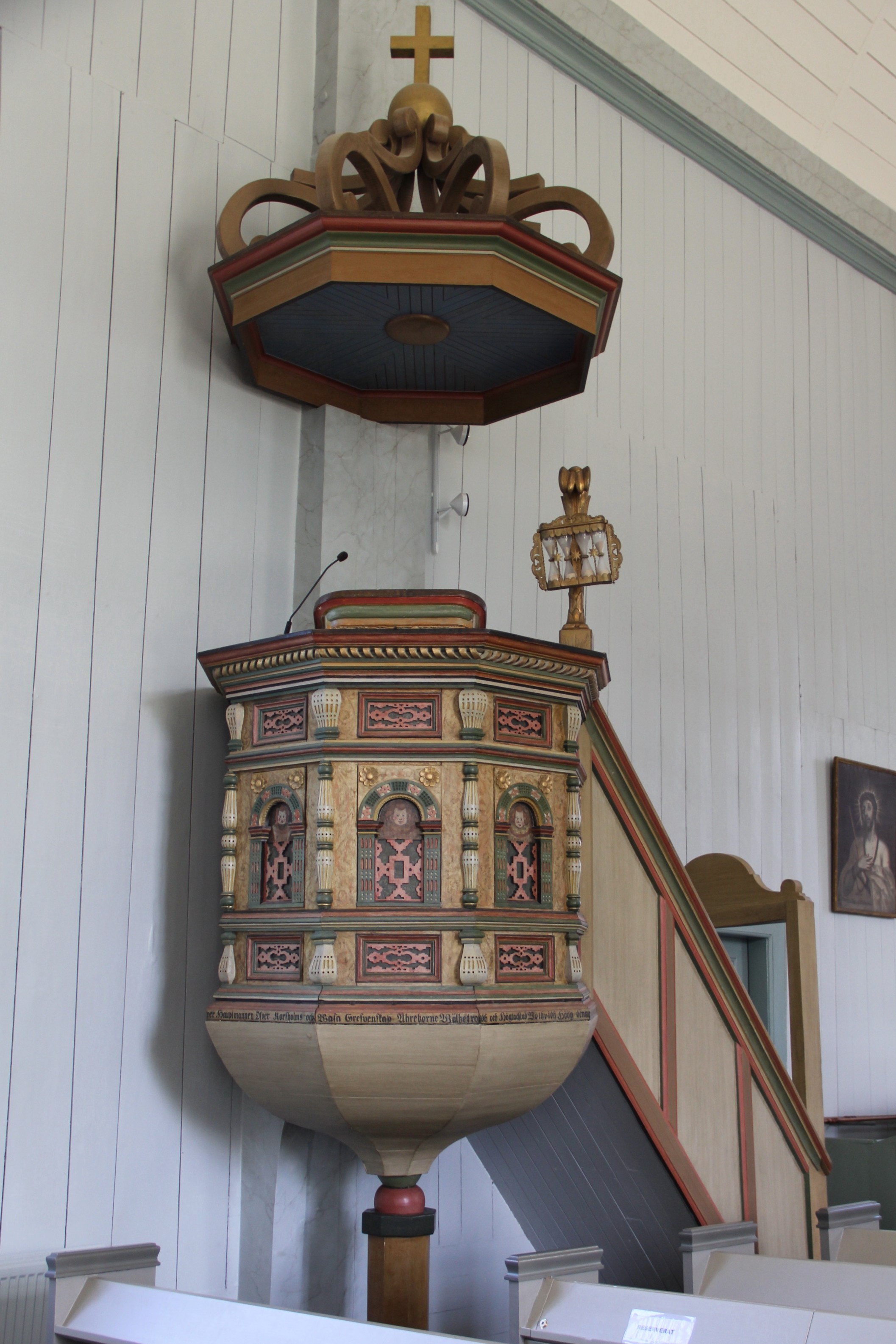
Predikstolen.
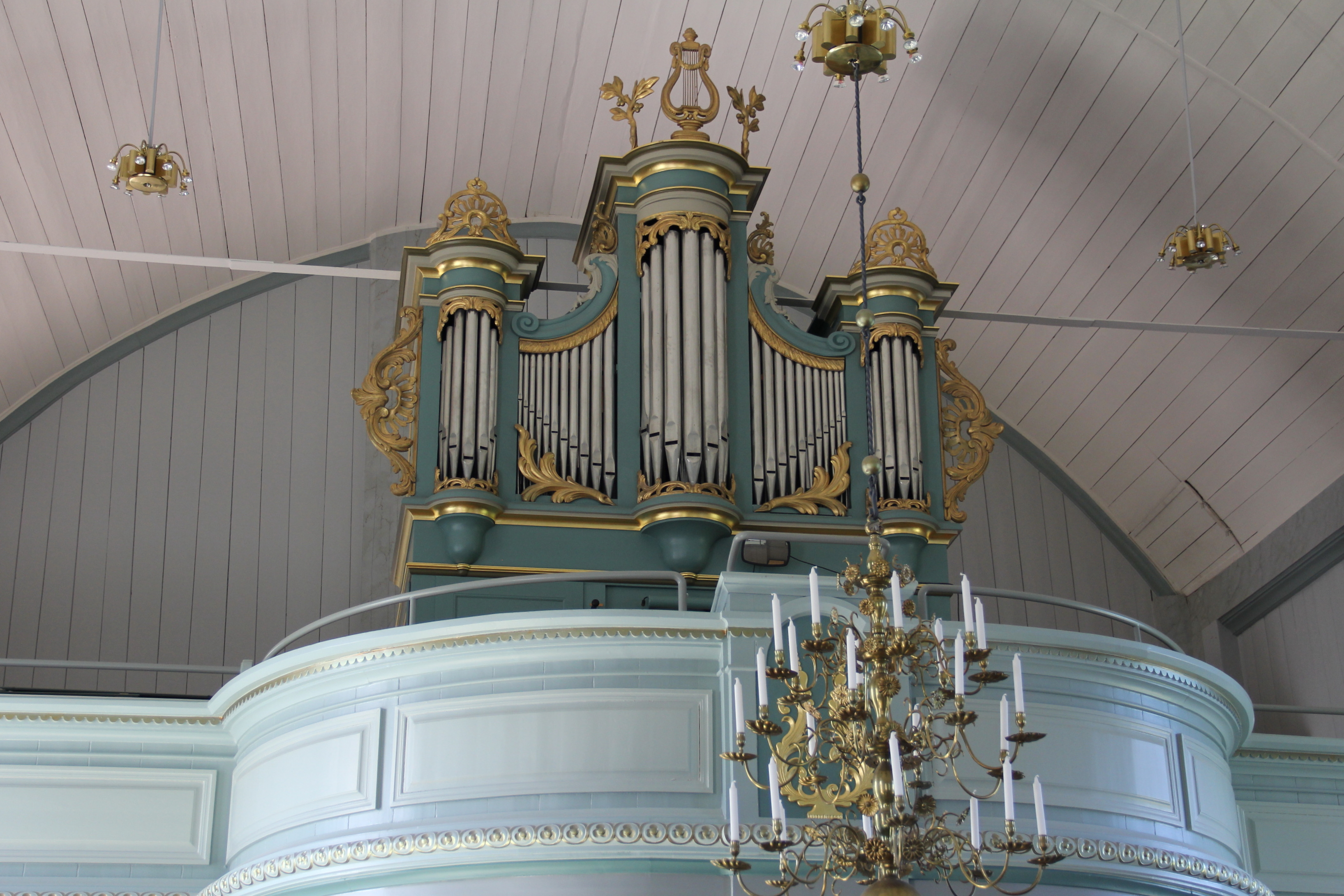
Orgeln.
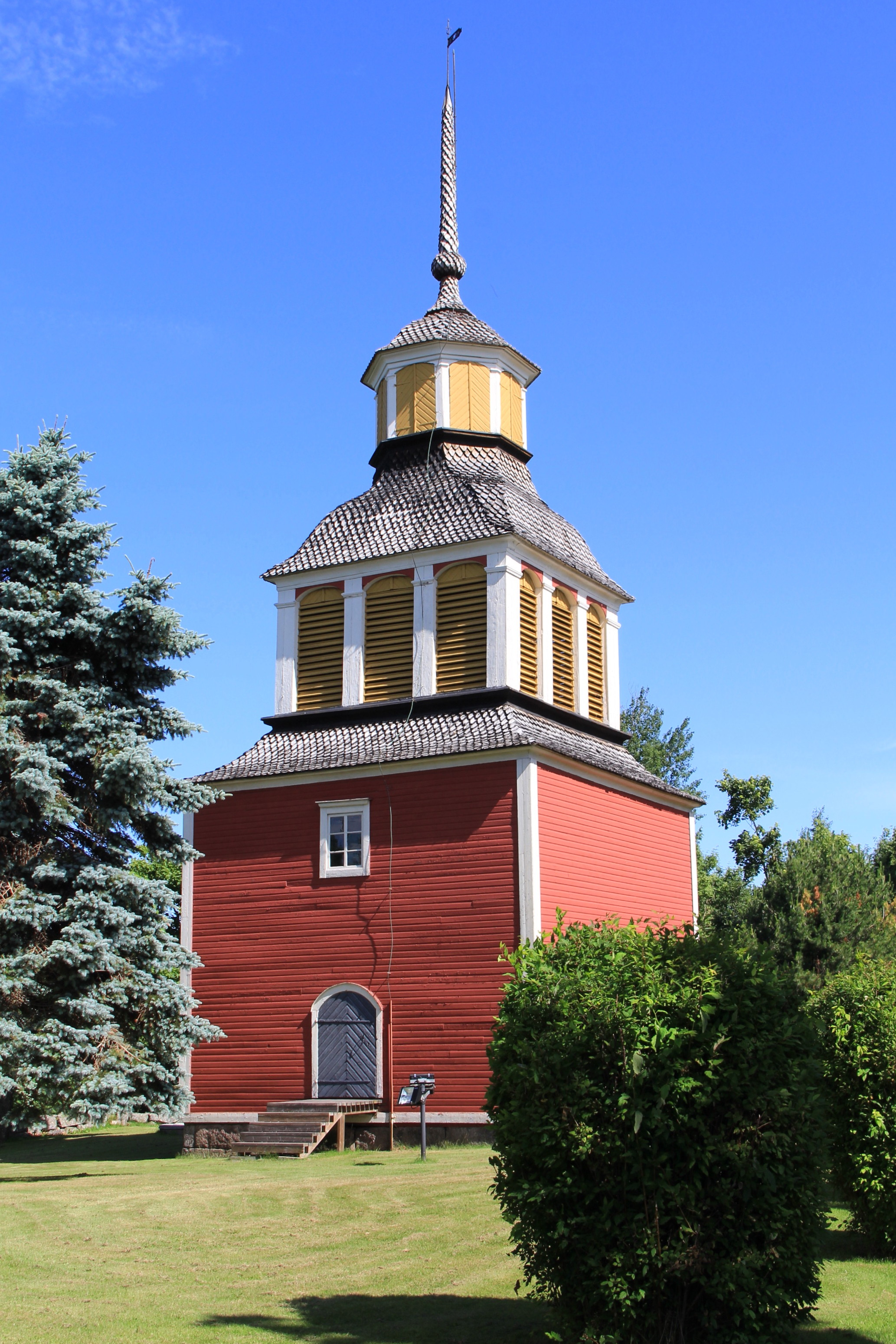
Klockstapeln.
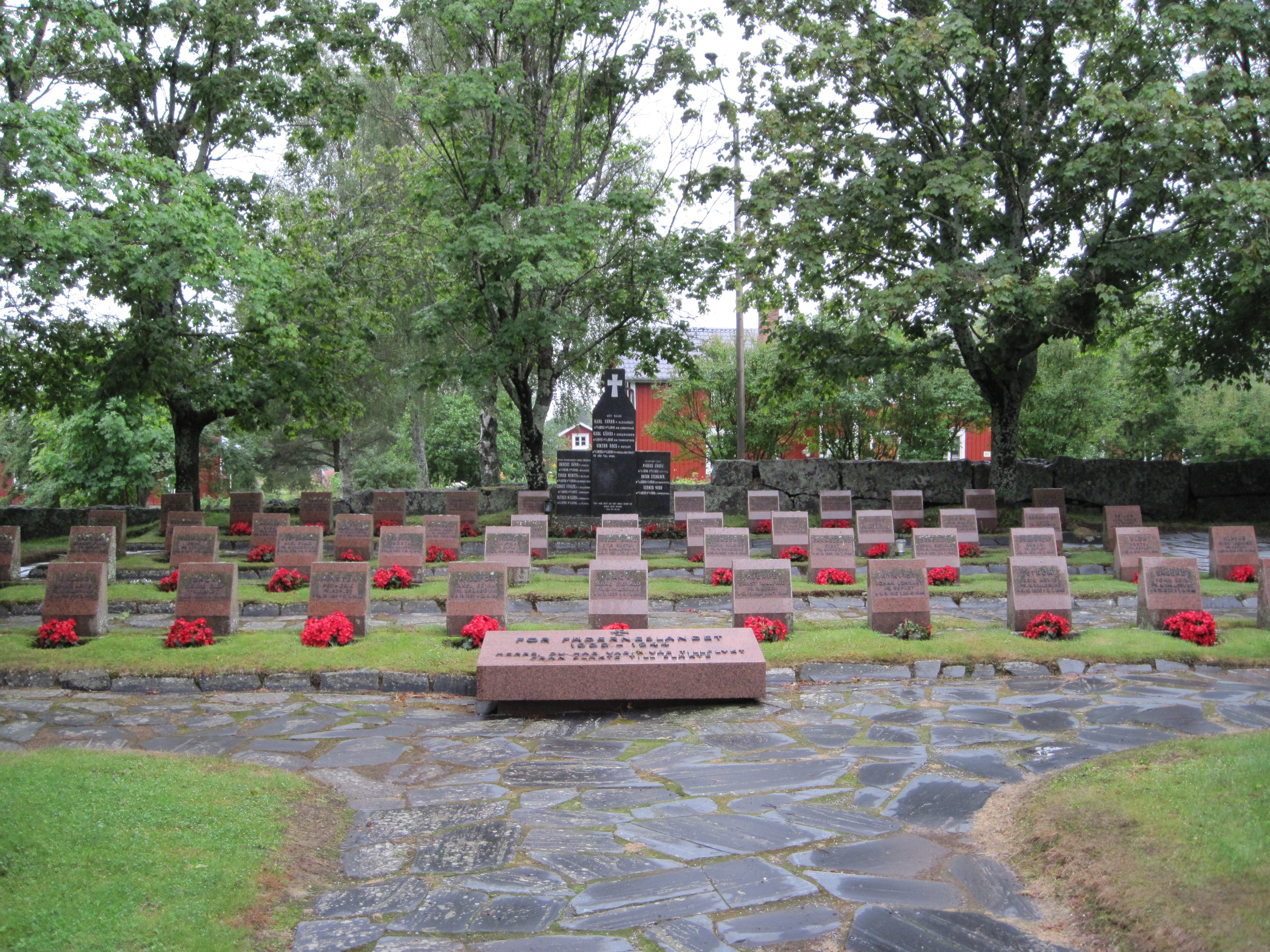
Hjältegravar.